# Hirschberg an der Bergstraße
Hirschberg an der Bergstraße település Németországban, azon belül Baden-Württembergben. Lakosainak száma 9793 fő (2023. december 31.).

## Népesség
A település népessége az elmúlt években az alábbi módon változott:
| Lakosok száma | 5966 | 7378 | 8329 | 9482 | 9529 | 9718 | 9425 | 9481 | 9498 | 9793 |
|               | 1961 | 1967 | 1974 | 1980 | 1987 | 1993 | 2000 | 2006 | 2013 | 2023 |